# Heinrich von Trevejach
Heinrich von Trevejach († 1295 in Anagni) war Bischof von Brixen.
Heinrich von Trevejach entstammt einer bäuerlichen Familie aus Trevejach bei Villach. Von 1275 bis 1283 war er Kaplan des Salzburger Erzbischofs Friedrich II. von Walchen und dessen Gesandter bei König Rudolf. 1285 wurde er Kapitelsdekan in Brixen sowie Vertrauter und Gesandter von König Albrecht und war 1290 in dieser Funktion bei Papst Nikolaus IV.
Nach dem Tod von Bischof Bruno von Kirchberg besetzte Graf Meinhard II. das Hochstift Brixen. Das Domkapitel schlug den Neffen Meinhards, Otto von Ortenburg, als neuen Bischof von Brixen vor. Der Papst lehnte diesen jedoch ab und besetzte den Bischofsstuhl selbst mit Heinrich von Trevejach und erteilte ihm am 2. Dezember 1290 die Bischofsweihe.
Da Meinhard II. Bischof Heinrich nicht akzeptierte, belegte ihn der Papst mit dem Kirchenbann, den die Provinzialsynode 1292 auf die gesamte Kirchenprovinz ausweitete. Bischof Heinrich hatte nie Zutritt zu seinem Bistum erhalten und zog als Gesandter von König Adolf von Nassau nach Rom, um ein Bündnis zur Absetzung Meinhards zu erreichen. 1295 starb Heinrich am päpstlichen Hof in Anagni.